# Amira Dotan
Amira Dotan (ur. 28 lipca 1947) – izraelska polityk, deputowana do Knesetu z ramienia partii Kadima w latach 2006–2009.
Urodziła się w Tel Awiwie. W 1972 roku ukończyła studia z nauk behawioralnych na uniwersytecie Ben Guriona. Potem rozpoczęła karierę w wojsku, gdzie wykorzystując swe doświadczenie jako mediator, dosłużyła się stopnia generała brygady. Następnie powróciła na uniwersytet, gdzie w 2004 roku znalazła się w jego radzie gubernatorów. W 2006 roku rozpoczęła działalność polityczną, dostając się do parlamentu z listy nowo utworzonej partii Kadima.
Dotan jest wdową, ma trójkę dzieci.